# Масляев, Владимир Иванович
Владимир Иванович Масляев (16 мая 1938 — 26 ноября 2004) — советский и российский тренер, главный тренер сборной России по тяжёлой атлетике (1992—1994). Мастер спорта СССР (1965). Заслуженный тренер РСФСР (1987). 

## Биография
Владимир Масляев родился 16 мая 1938 года. В 1955 году, завершив обучение в школе, стал работать на авиационном заводе «Знамя труда» и учиться в техническом училище. В возрасте 17 лет стал заниматься тяжёлой атлетикой — вначале самостоятельно, затем под руководством тренера заводской секции Роберта Романа. 
Во время учебы в ГЦОЛИФКе, который он окончил в 1962 году, на его решение заняться тренерской деятельностью оказал влияние декан факультета Роман Мороз, считавший, что из Масляева может получиться хороший тренер. После окончания института он стал работать тренером в ДСШ «Крылья Советов».  
В 1980—1981 годах был главой тяжёлой атлетики в ЦС ДСО «Зенит». С 1982 года работал старшим тренером сборной команды РСФСР, входил в тренерский штаб сборной СССР, где курировал подготовку трёхкратного чемпиона СССР Владимира Грачёва, чемпиона Европы Александра Гуняшева, чемпиона мира Виктора Солодова, а также олимпийского чемпиона Павла Кузнецова. В 1988 году был руководителем сборной команды СССР на Олимпийских играх в Сеуле.
В 1992—1994 годах возглавлял тренерский штаб сборной России. С 1994 по 1996 год занимался тренерской деятельностью в Португалии. В 1996—1999 годах был генеральным секретарем Федерации тяжёлой атлетики России. С 1999 года занимал должность исполнительного директора Союза тхэквандо России.
Умер 26 ноября 2004 года.

## Награды
- Медаль «За трудовое отличие» (1989)
- Почётный знак «За заслуги в развитии олимпийского движения в России»[1]
- Почётный знак «За заслуги в развитии физической культуры и спорта»[1]